# 576
Năm 576 là một năm trong lịch Julius.